# Sân bay Zaragoza

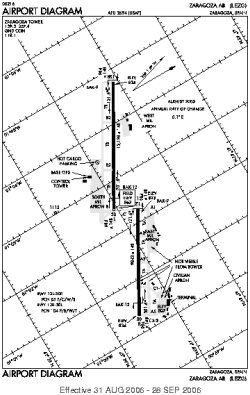
Sơ đồ sân bay

Sân bay Zaragoza (IATA: ZAZ, ICAO: LEZG) là một sân bay gần Zaragoza, Tây Ban Nha. Sân bay này có cự ly 16 km về phía tây của Zaragoza, 270 km về phía tây của Barcelona, 262 km về phía đông bắc của Madrid.
Đây là sân bay hỗn hợp quân sự và dân sự. NASA cũng sử dụng sân bay này làm điểm hạ cánh khẩu cấp cho tàu con thoi.
Sân bay này bắt đầu được xây vào tháng 9 năm 1954 với việc mở rộng và nâng cấp căn cứ không quân đang có, hoàn thành năm 1958. Công binh Mỹ đã nâng cấp sân bay phục vụ mục đích dự phòng chiến tranh. Đây đã là một trong 3 căn cứ không quân chính của Hoa Kỳ ở Tây Ban Nha, hai căn cứ kia là căn cứ không quân Torrejón gần Madrid và căn cứ không quân Morón gần Sevilla.

## Các hãng hàng không và tuyến bay

### Các tuyến bay vận chuyển hành khách
| Hãng hàng không | Các điểm đến                                                                                 |
| --------------- | -------------------------------------------------------------------------------------------- |
| Air Europa      | Palma de Mallorca Theo mùa: Lanzarote, Tenerife-South                                        |
| Air Nostrum     | Thuê chuyến theo mùa: Alghero                                                                |
| Enter Air       | Thuê chuyến theo mùa: Tallinn, Vilnius                                                       |
| Ryanair         | Bergamo, Charleroi, Lisbon (từ ngày 3 tháng 11 năm 2019), London–Stansted Theo mùa: Beauvais |
| Volotea         | Theo mùa: Menorca, Munich, Venice                                                            |
| Vueling         | Palma de Mallorca, Tenerife-North                                                            |
| Wizz Air        | Bucharest, Cluj-Napoca                                                                       |

### Các hãng vận tải hàng hóa
| Hãng hàng không         | Các điểm đến                                                                   |
| ----------------------- | ------------------------------------------------------------------------------ |
| AirBridgeCargo Airlines | Moscow–Sheremetyevo                                                            |
| Air China Cargo         | Amsterdam, Shanghai–Pudong, Tianjin                                            |
| ASL Airlines Belgium    | Liège                                                                          |
| Atlas Air               | Thành phố México, Miami, Zhengzhou                                             |
| Cargolux                | Luxembourg, Zhengzhou                                                          |
| China Cargo Airlines    | Amsterdam, Shanghai–Pudong                                                     |
| Emirates SkyCargo       | Amsterdam, Dubai-Al Maktoum, Los Angeles, Thành phố México, Quito              |
| Ethiopian Cargo         | Bogotá, Guangzhou, Liège, Los Angeles, Thành phố México, Miami, New York-JFK   |
| Korean Air Cargo        | Navoi, Seoul–Incheon, Vienna                                                   |
| Qatar Airways Cargo     | Beirut, Chicago, Doha, Los Angeles, Luxembourg, Thành phố México, New York-JFK |
| Saudia Cargo            | Bahrain, Dammam, Riyadh                                                        |